# David Prétot
David Prétot (17 novembre 1969) è un ex sciatore alpino francese.

## Biografia
Prétot, specialista delle prove veloci originario di Megève, debuttò in campo internazionale in occasione dei  Mondiali juniores di Hemsedal/Sälen 1987; ottenne il primo piazzamento in Coppa del Mondo il 12 gennaio 1992 a Garmisch-Partenkirchen in supergigante (20º) e nella stagione 1992-1993 in Coppa Europa vinse la classifica di discesa libera e si piazzò 2º in quella generale. Ottenne il miglior piazzamento in Coppa del Mondo il 6 gennaio 1994 a Saalbach-Hinterglemm in discesa libera (9º); nel 1998 ai Mondiali della Sierra Nevada, sua unica presenza iridata, si classificò 44º nel supergigante e il 17 febbraio conquistò nella medesima località in discesa libera l'ultimo podio in Coppa Europa (3º). Si ritirò al termine della stagione 2002-2003; la sua ultima gara fu la discesa libera di Coppa del Mondo disputata l'8 gennaio 2000 a Chamonix, chiusa da Prétot al 49º posto. Non prese parte a rassegne olimpiche.

## Palmarès

### Coppa del Mondo
- Miglior piazzamento in classifica generale: 73º nel 1995

### Coppa Europa
- Miglior piazzamento in classifica generale: 2º nel 1993
- Vincitore della classifica di discesa libera nel 1993
- 1 podio (dati dalla stagione 1994-1995):
  - 1 terzo posto

### Campionati francesi
- 1 medaglia (dati dalla stagione 1994-1995):
  - 1 argento (supergigante nel 1995)